# روبرت ريني
روبرت ريني هو عسكري كندي، ولد في 15 ديسمبر 1863 في ماركام في كندا، وتوفي في 17 ديسمبر 1949 في تورونتو في كندا.